# عقد 110 هـ
عقد 110 هـ هو الفترة بين عام 100 إلى 119 في التقويم الهجري، أي العشر سنوات الثانية من القرن الثاني الهجري.